# Fort Braschi
Pour les articles homonymes, voir Braschi.
Le Fort Braschi est l'un des 15 forts de Rome, construits entre les années 1877 et 1891 pour former le « Camp retranché de Rome ».
Il est situé dans le quartier de Q. XIV Trionfale, dans le territoire du Municipio de Rome XIV.

## Histoire
Il a été construit à partir de 1877 et a été achevé en 1881, sur une superficie de 8,2 hectares, sur la via della Pineta Sacchetti.
La zone sur laquelle il a été construit appartenait au cardinal Braschi, duquel il tire son nom.
La caserne "Casal Forte Braschi" est occupée par des unités militaires, et a accueilli depuis 1925, les services secrets de l'armée, du SIM, au SIFAR à SID.
De 1977 à 2007, il a été le siège du centre des opérations de l'intelligence militaire, le SISMI. Il est actuellement le siège de l'AISE et de l'Unité de Regroupement de la défense.